# Cathédrale Saint-Spire de Corbeil-Essonnes
La cathédrale Saint-Spire de Corbeil-Essonnes est une collégiale élevée au rang de cathédrale diocésaine en 1966, consacrée au premier évêque de Bayeux saint Exupère (saint Spire), située dans la commune française de Corbeil-Essonnes et le département de l'Essonne.

## Situation
La cathédrale Saint-Spire est située au cœur du centre historique de Corbeil sur la rive droite de la rivière l'Essonne peu avant le confluent avec la Seine. Elle est entourée d'un cloître, fermé à l'est par une porte ogivale.

## Histoire
La première collégiale est fondée en l'an 957 par le comte Haymon de Corbeil pour accueillir les reliques de l'évêque de Bayeux saint Exupère, le premier évêque de Bayeux dont le nom fut par la suite déformé en « saint Spire ». Vers l'an mil, les reliques de saint Loup, troisième évêque de Bayeux, sont déposées dans la collégiale qui est alors dédiée à saint Exupère et saint Loup. Le comte d'Haymon, mort en 957, est inhumé dans la collégiale. 
En 1070, le comte Bouchard II de Corbeil ceint de murailles la collégiale et les maisons dépendantes. C'est cet ensemble que l'on nomme le cloître Saint-Spire. La collégiale est partiellement détruite au XIe siècle lors d'un incendie en 1019, puis à nouveau en 1137 et 1144. Elle est rebâtie entre le XIIe pour la nef, le XIIIe siècle avec la tour-clocher, les chapelles latérales, la porte ogivale du cloître ajoutée au XIVe siècle et le chœur au XVe siècle. La dédicace intervint le 10 octobre 1437 à la fin de la restauration.
Entre 1657 et 1659 sont ajoutées les grandes orgues, restaurées en 1826 mais brûlées le 23 janvier 1871 par les soldats prussiens casernés dans l’église. Elles sont restaurées en 1878. L'église est classée aux monuments historiques en 1840 et à nouveau le 30 décembre 1913.
Les vitraux de l'église sont détruits lors du bombardement de Corbeil dans la nuit du 22 au 23 mai 1918. Ils le sont à nouveau lors des bombardements alliés du 13 août 1944. Ils seront remplacés en 1946.
L'église paroissiale est élevée au rang de cathédrale en 1966 et de la création du Diocèse de Corbeil-Essonnes qui a suivi celle lors du département de l'Essonne .
Une nouvelle restauration des orgues permit leur inauguration le 12 octobre 1984 par Gaston Litaize,.

## Description

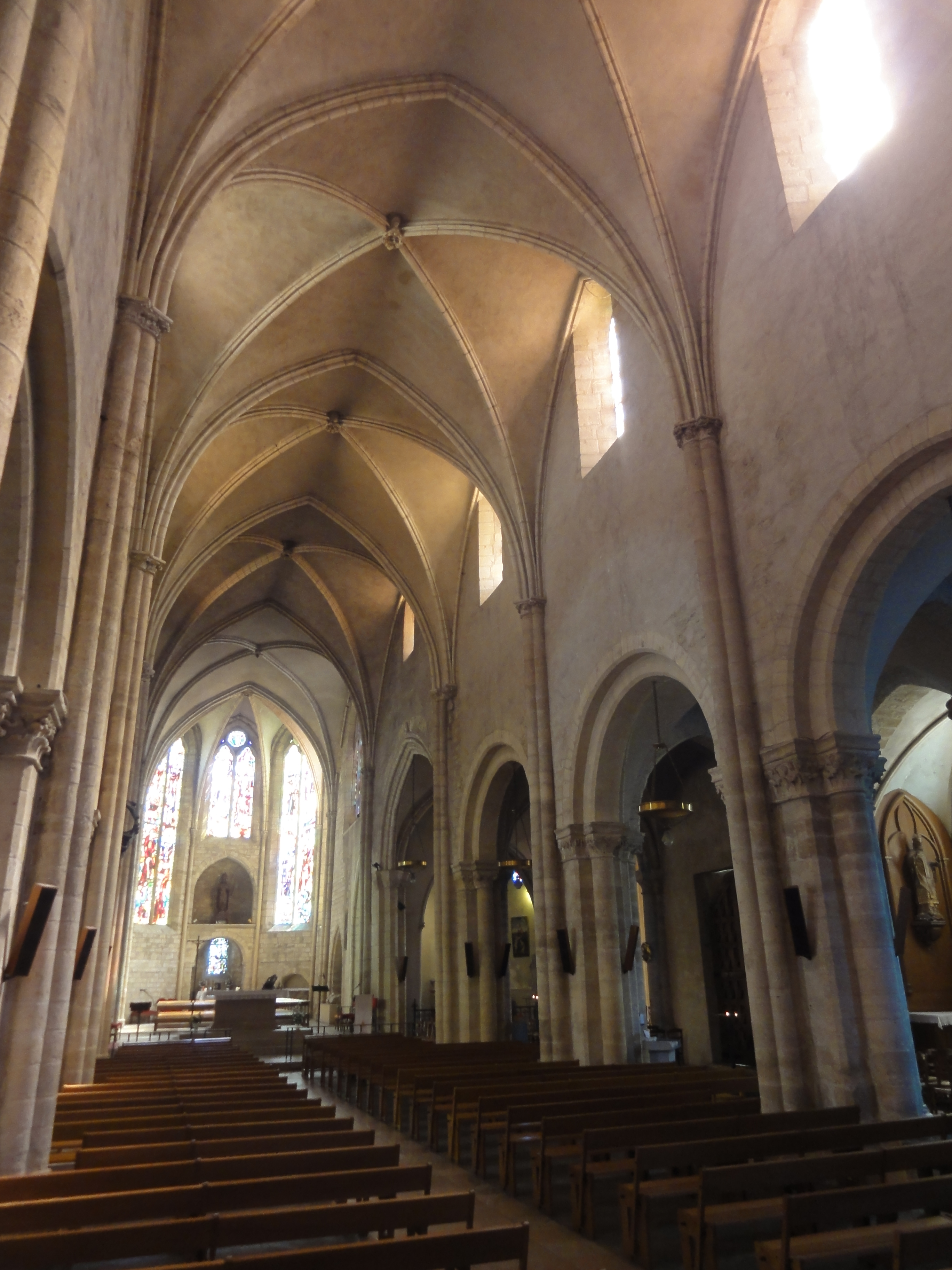
La nef vers le chœur.

L'église est construite en granit et calcaire et couverte d'ardoise. Les piliers et les chapiteaux du transept sont réalisés dans le style roman de la fin du XIe siècle. Les bas-côtés disposent de voûtes en plein cintre tandis que les travées de la nef sont sommées de croisées d'ogives depuis le XIVe siècle. Le chœur à cinq pans du XVe siècle est décoré à la manière d'un ciborium et permet l'accès aux chapelles royales au-dessus de la sacristie. Un autel Saint-Renobert existait en 1863 (existe ?), avec une châsse contenant des reliques de ce saint, évêque de Bayeux.
Le gisant en marbre du XIVe siècle représentant le comte Aymon Ier est classé aux monuments historiques le 11 avril 1902. Une peinture à l'huile sur toile de Jean-Baptiste Mauzaisse représentant un exorcisme par l'évêque Exupère décore l'église. Il est classé aux monuments historiques depuis le 2 mai 1907. 

### L'orgue

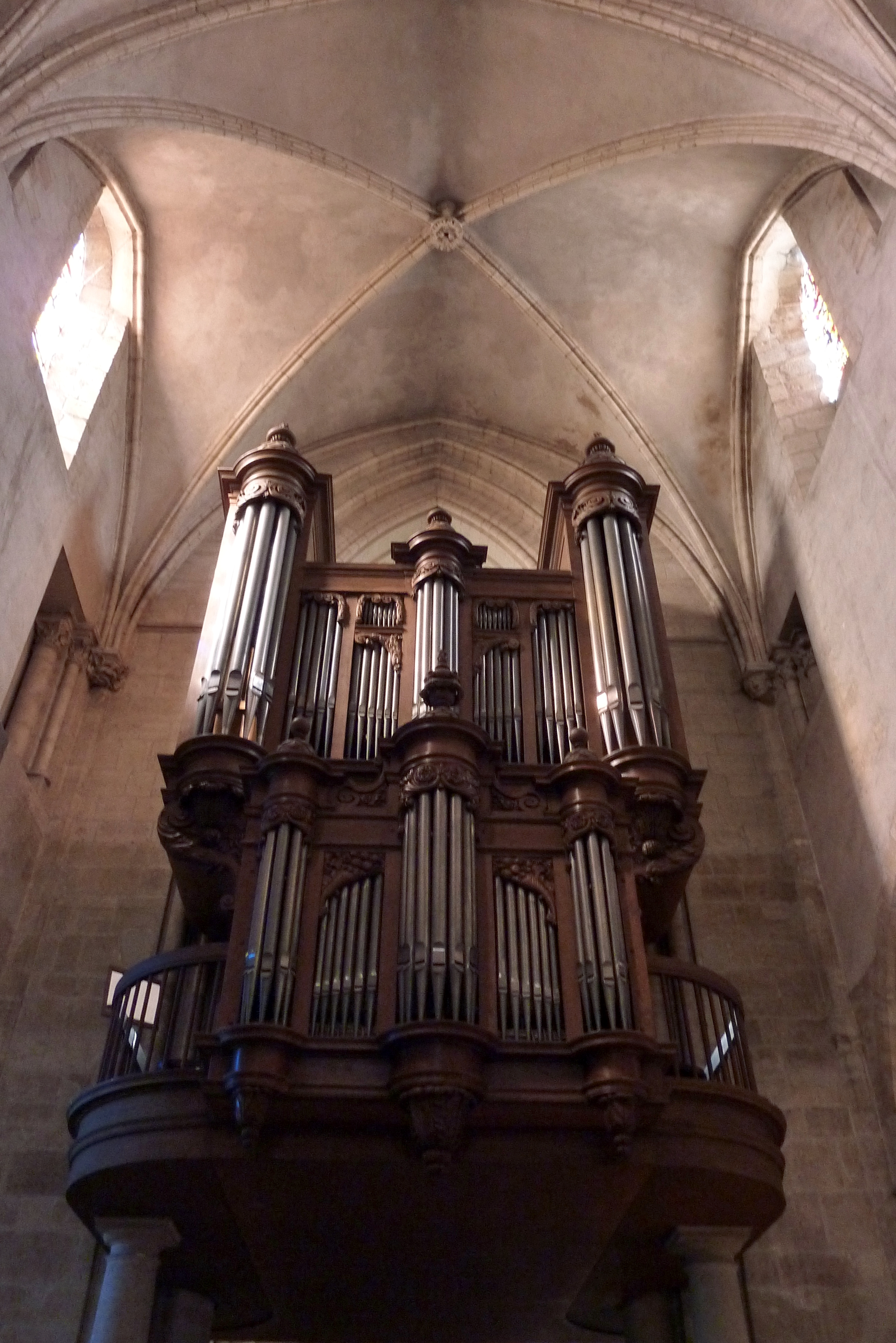
L'orgue.

Le buffet d'orgue en bois taillé du XVIIe siècle, classé depuis le 21 novembre 1930.
Composition
| Positif de dos 56 notes |
| Bourdon 8'              |
| Prestant 4'             |
| Nasard 2' 2/3           |
| Quarte 2'               |
| Tierce 1' 3/5           |
| Larigot 1' 1/3          |
| Plein-jeu IV            |
| Cromorne 8'             |

| Grand-Orgue 56 notes |
| Bourdon 16'          |
| Montre 8'            |
| Bourdon 8'           |
| Prestant 4'          |
| Flûte 4'             |
| Doublette 2'         |
| Cornet V             |
| Plein-jeu IV         |
| Cymbale III          |
| Trompette 8'         |
| Voix humaine 8'      |
| Clairon 4'           |

| Récit 37 notes |
| Cornet V       |
| Trompette 8'   |
| Hautbois 8'    |

| Echo 32 notes |
| Cornet V      |

| Pédale 32 notes |
| Soubasse 16'    |
| Bourdon 8'      |
| Flûte 4'        |
| Bombarde 16'    |

## Galerie

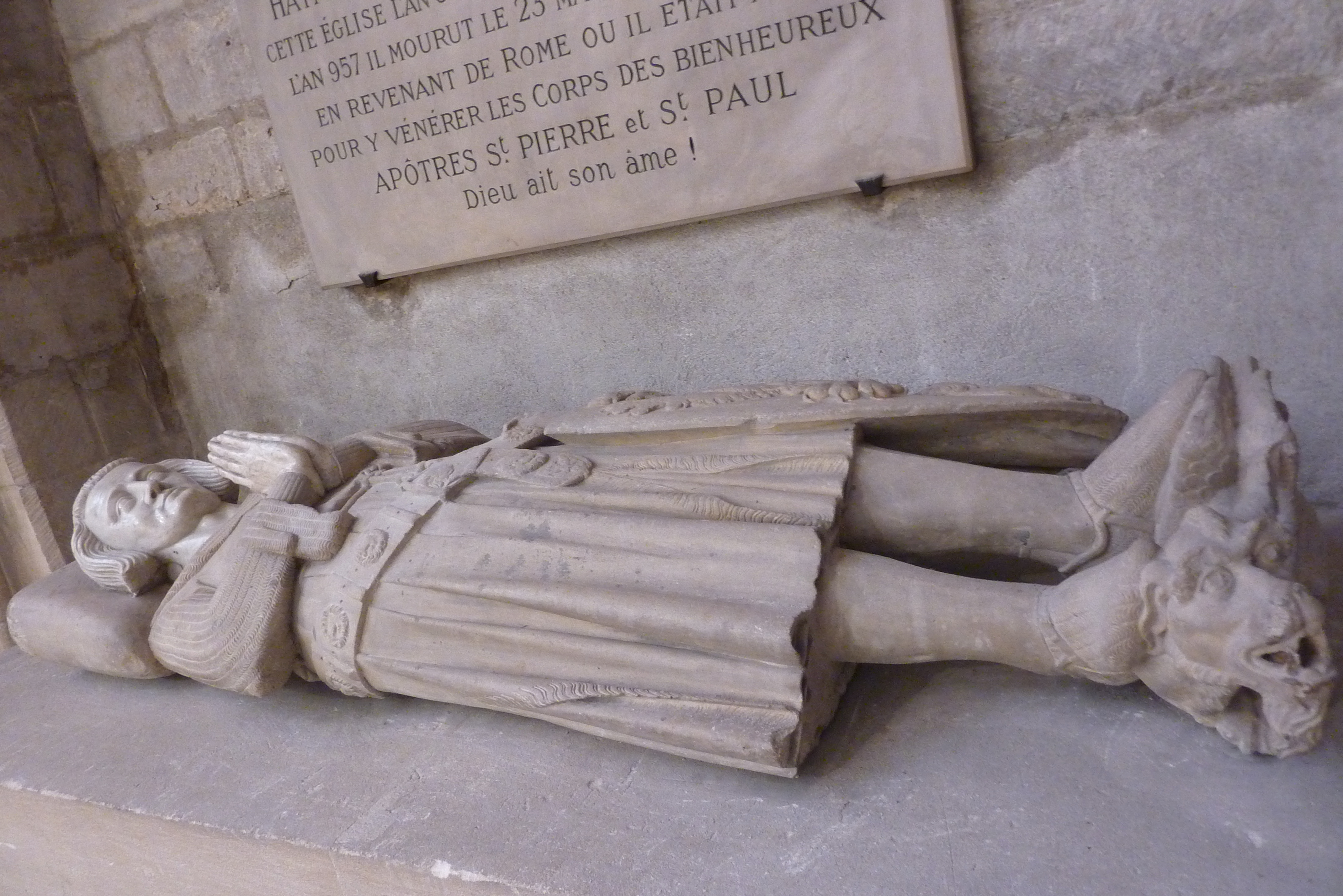
Gisant du comte Haymon.
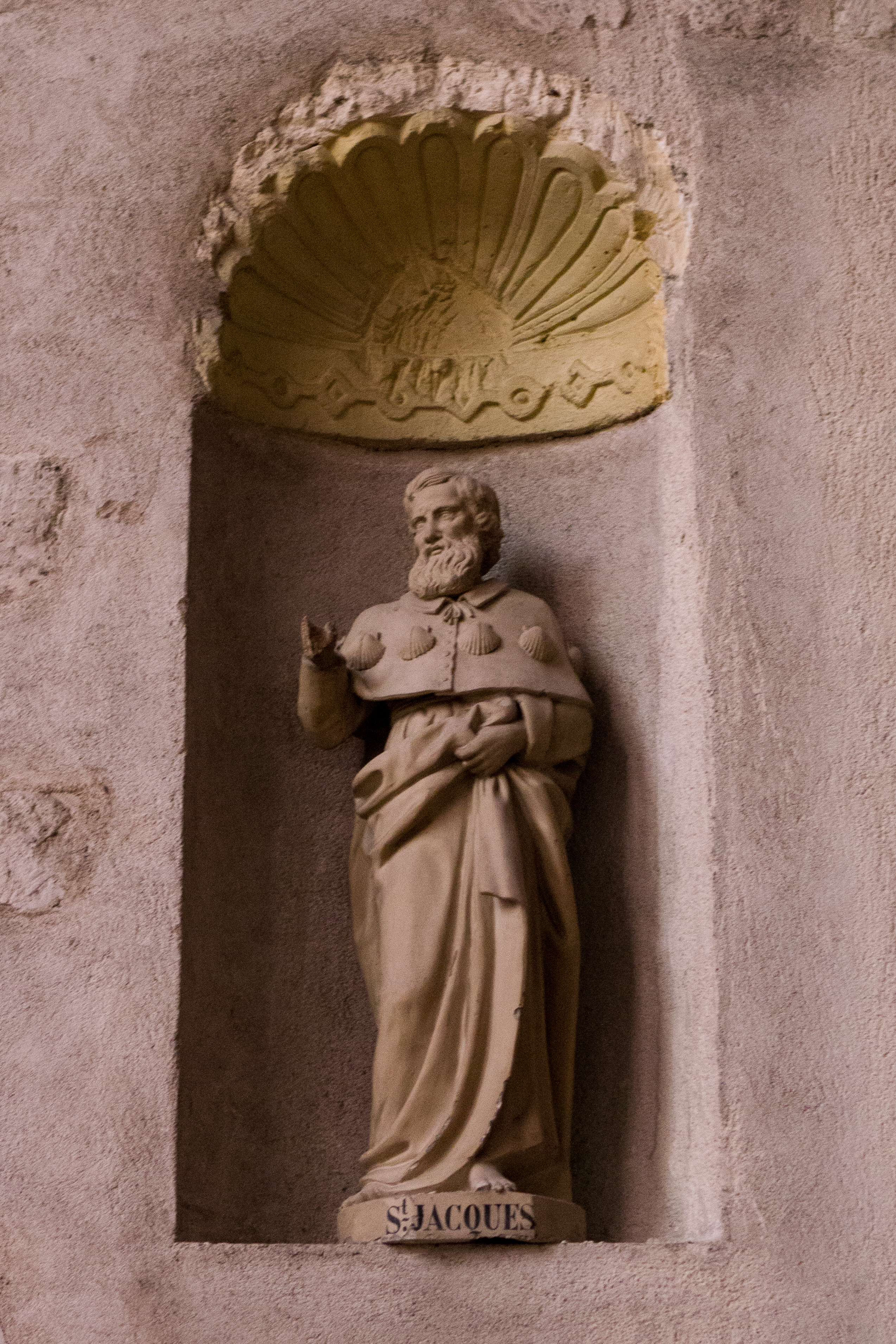
Statue de saint Jacques.
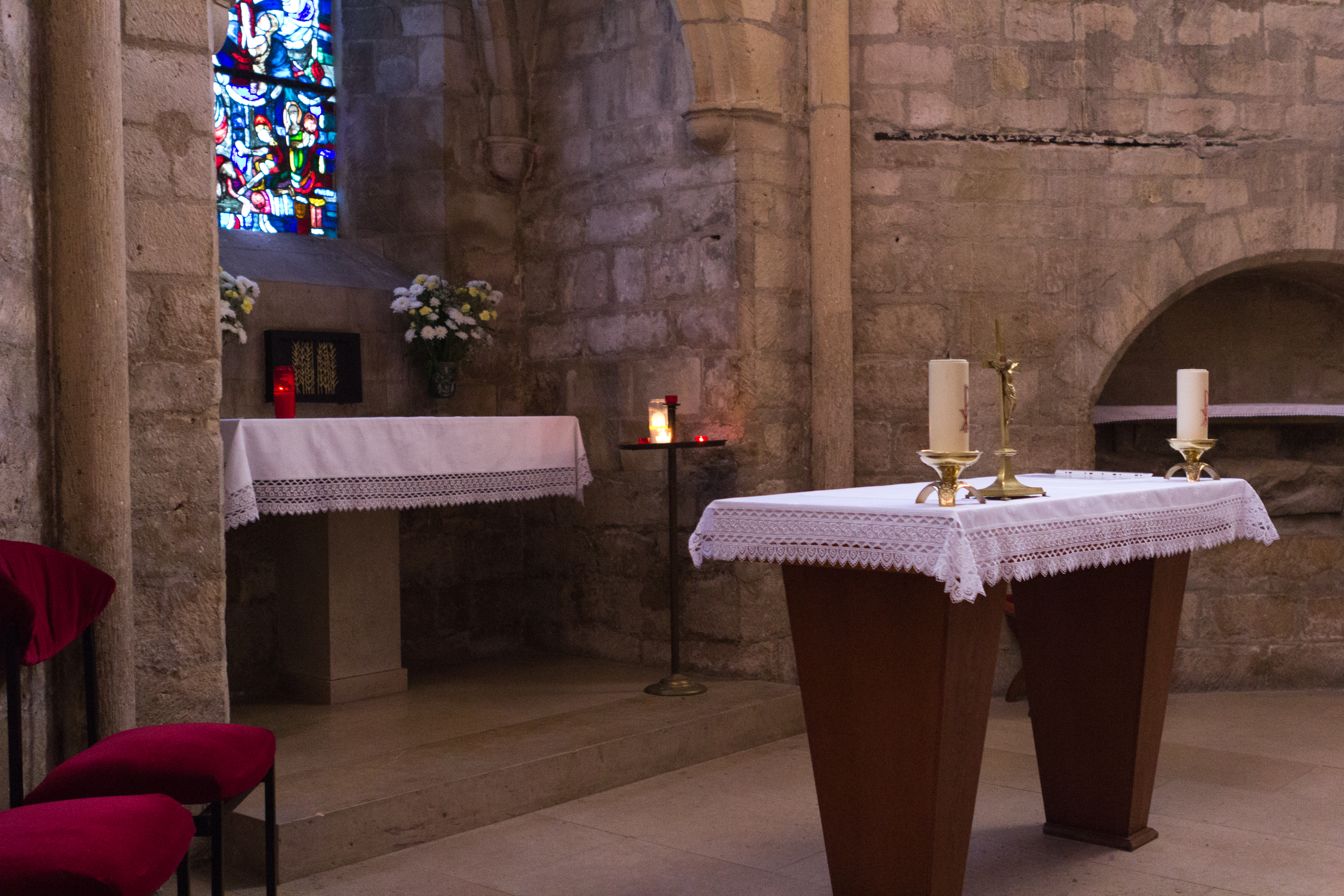
L'autel.
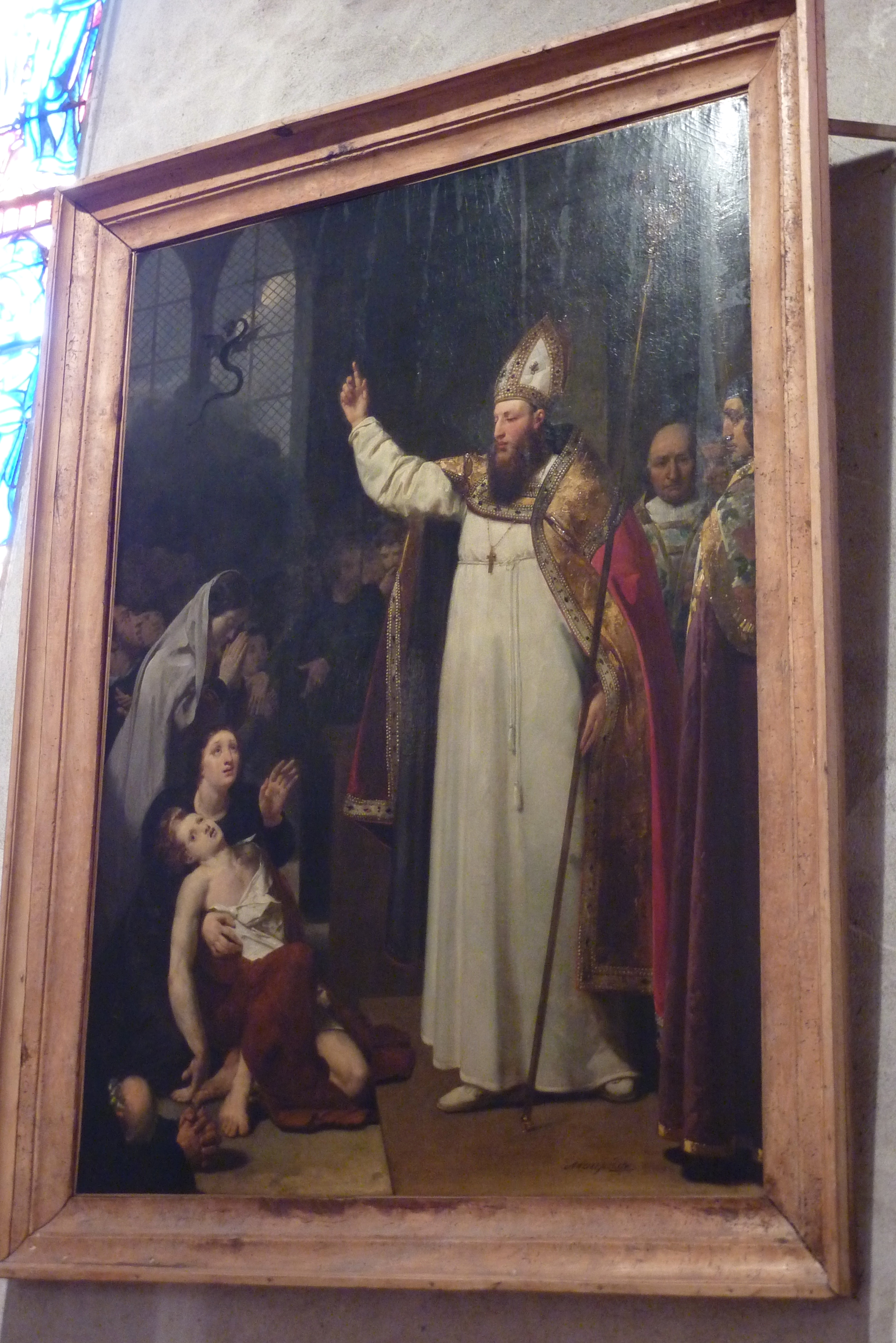
Tableau de Jean-Baptiste Mauzaisse représentant saint Spire réalisant un exorcisme.

## Pour approfondir